# Parti social-démocrate des Philippines
Pour les articles homonymes, voir Parti social-démocrate.
Le Parti social-démocrate des Philippines (en philippin : Partido Demokratiko Sosyalista ng Pilipinas, abrégé PDSP) est un parti politique philippin, membre consultatif de l'Internationale socialiste